# Charod
Charod (hebr. נחל חרוד, Nahal Charod) – rzeka płynąca w północnej części Izraela, mająca swoje źródła w Parku Narodowym Majan Charod przy wiosce Gidona. Przepływa przez Dolinę Charod i Dolinę Bet Sze’an. Ma swoje ujście w rzece Jordan. Rzeka ma długość około 32 km.

## Przebieg

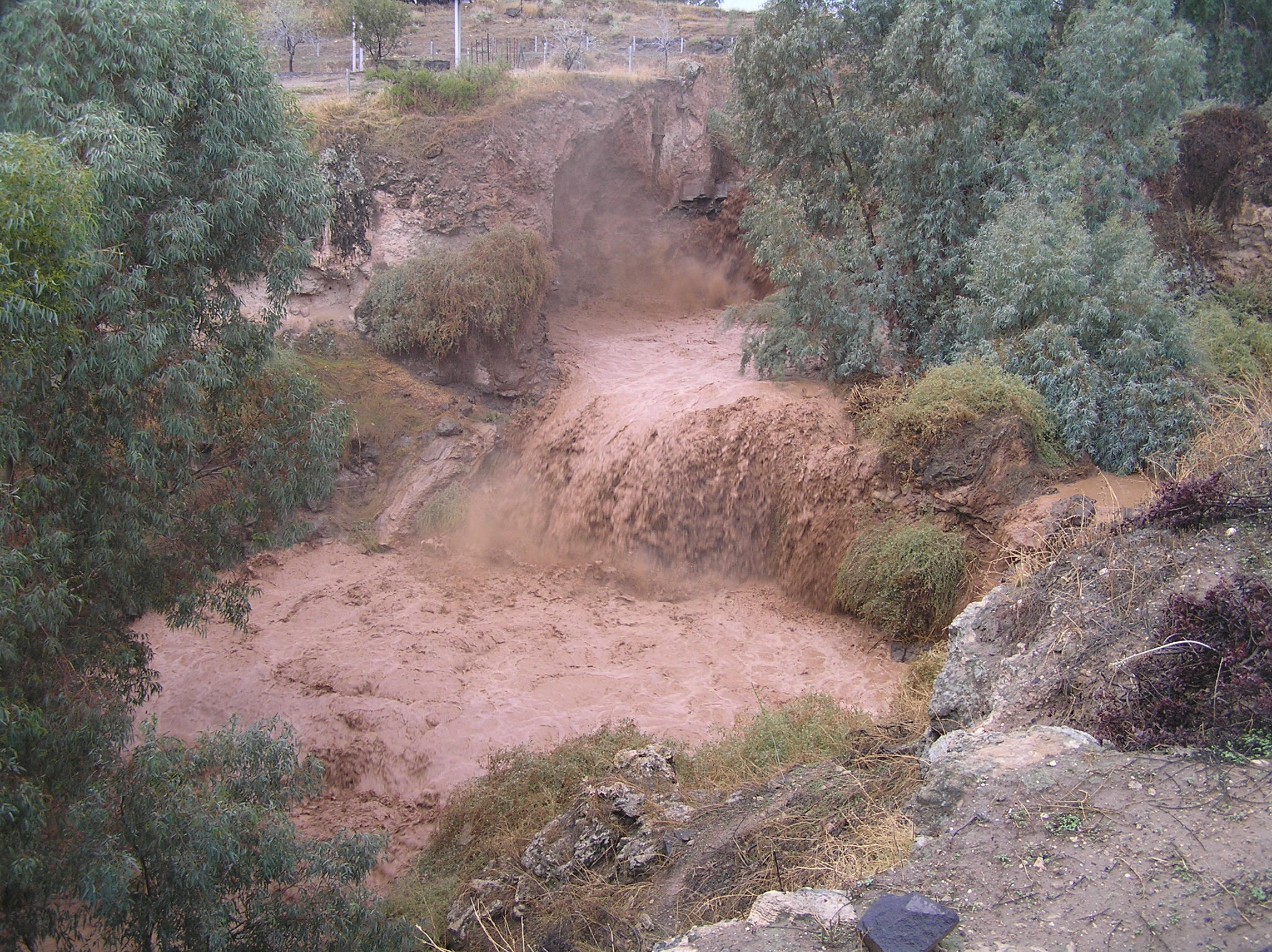
Rzeka Charod podczas zimowej pory deszczowej

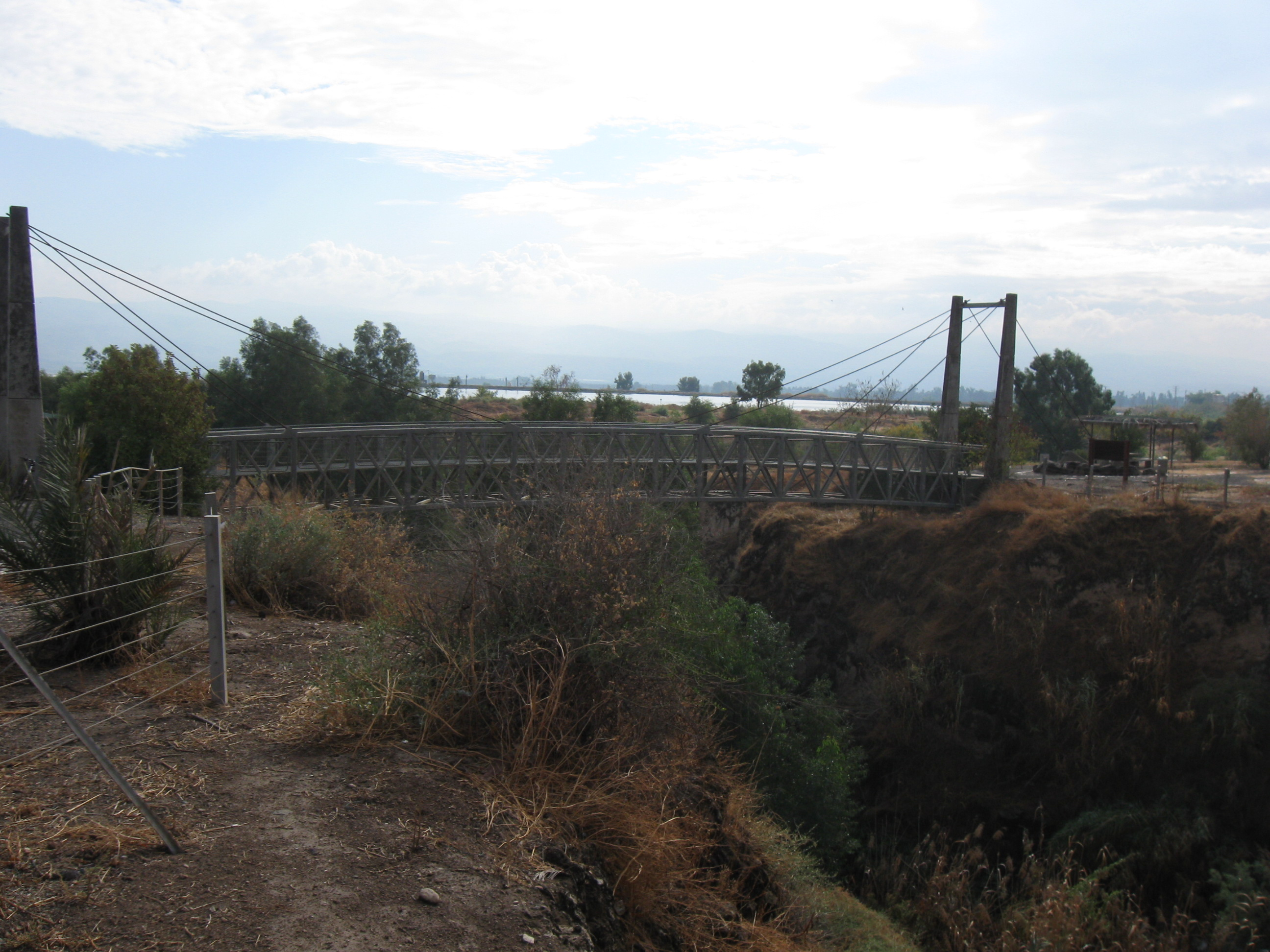
Jeden z mostków nad rzeką Charod

Charod jest niewielką rzeką Izraela. Ma swoje źródło na północnych zboczach masywu wzgórz Gilboa, w rejonie Parku Narodowego Majan Charod w Dolnej Galilei. Strumienie z kilku źródeł spływają do Doliny Charod, gdzie ich wody są zasilane strumieniami spływającymi z góry More (515 m n.p.m.). Długość rzeki liczona do Parku Narodowego Ma'ajan Charod wynosi 18 km, natomiast do góry Giwat Ha-More to 32 km. Ta niewielka rzeka płynie w kierunku południowo-wschodnim, przepływa przez Dolinę Bet Sze’an, omija od północy miasto Bet Sze’an i dociera do ujścia do rzeki Jordan.

## Historia
Źródła Charod są wspomniane w Biblii, jako miejsce w którym obozował Gedeon przed bitwą z Madianitami; Księga Sędziów 7:1; tłumaczenie według Biblii Tysiąclecia:

Wstał więc o świcie Jerubbaal, czyli Gedeon, wraz z całym zgromadzonym ludem i rozbił obóz u źródeł Charod. Obozowisko Madianitów leżało na północ od pagórka More w dolinie.

Według tradycji Gedeon zatrzymał się wraz ze swoimi wojownikami u źródeł strumienia wypływającego z jaskini położonej na zboczach góry. Poprosił ich, aby napili się wody ze strumienia. Pozostawił przy sobie 300 wojowników, z którymi przystąpił do bitwy zakończonej zwycięstwem Izraela. W średniowieczu doszło tutaj do bitwy między krzyżowcami a muzułmanami.
W latach 20. XX wieku zaczęło rozwijać się tutaj osadnictwo żydowskie.

## Zagospodarowanie
Tereny położone wokół rzeki Charod są intensywnie wykorzystywane przez rolnictwo. Znajdują się tutaj także liczne stawy hodowlane ryb. Z tego powodu ilość wody w rzece znacznie zmalała. W ostatnich latach zrealizowane liczne projekty mające na celu poprawę czystości wody Charod.

## Sport i rekreacja
Wzdłuż koryta rzeki wybudowano trasy dla wycieczek pieszych.